# Bergshamra (metrostation)
Bergshamra is een metrostation van de Stockholmse metro in het gelijknamige district van de stad Solna aan de noordrand van Stockholm op 8,8 kilometer ten noorden van Slussen. Het station ligt aan de rode route en wordt bediend door lijn T14. Volgens de plannen zal rond 2030 lijn T15 van de gele route hier vanuit het westen samenkomen met de rode route.
Het metrostation werd geopend op 29 januari 1978 en ligt op 6,7 meter boven zeeniveau in een kunstmatige grot, 20 meter onder het maaiveld van Bergshamra, tussen de Bergshamravägen en de Rådjursstigen. Aan de noordkant van het station bevindt zich de tunneluitgang en kruist de metro richting Danderyds ziekenhuis via de Stocksundbrug de baai Edsviken. In zuidelijke richting gaat het geheel in een tunnel richting universiteit, waarbij ongeveer het tracé van de Roslagsbanan wordt gevolgd.
Het station kent twee ingangen elk aan een zijde van de Bergshamravägen die de wijk doorkruist. De noordelijke ingang ligt bij het winkelcentrum van Bergshamra en is eveneens in 1978 geopend. De zuidelijke ingang aan het Krausplein volgde pas op 11 april 1987. 
Het station is sinds 1978 opgesierd met kunstwerken van de kunstenaars Göran Dahl, Carl Johan de Geer en Kristina Anshelm. Dit betreft o.a. "Stemmen uit het verleden", fossielen afgebeeld op een bus, een wand met de volledige weergave van de Runensteen van Östergotland en diverse foto-impressies.

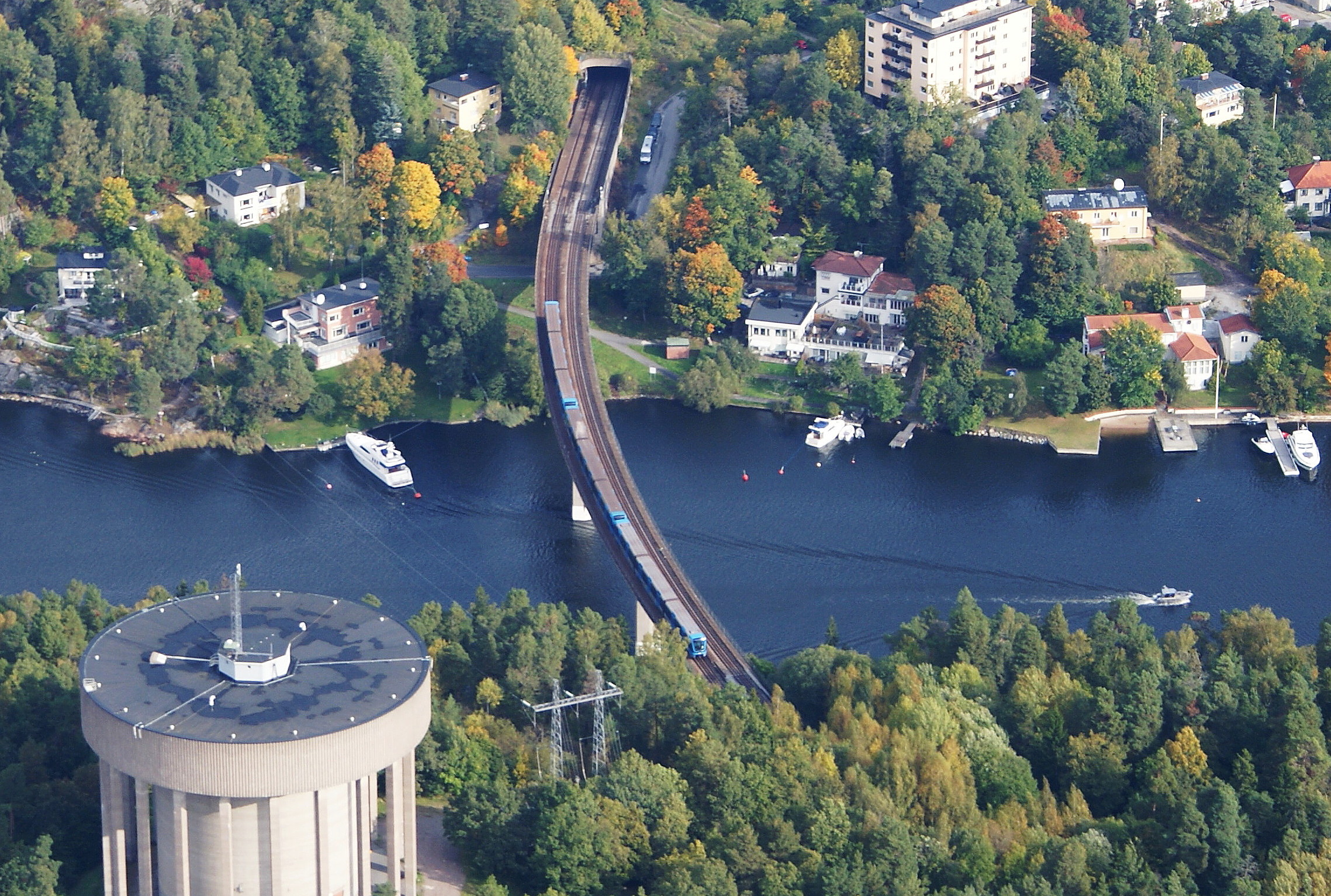
De Stocksundbrug gezien uit het zuiden
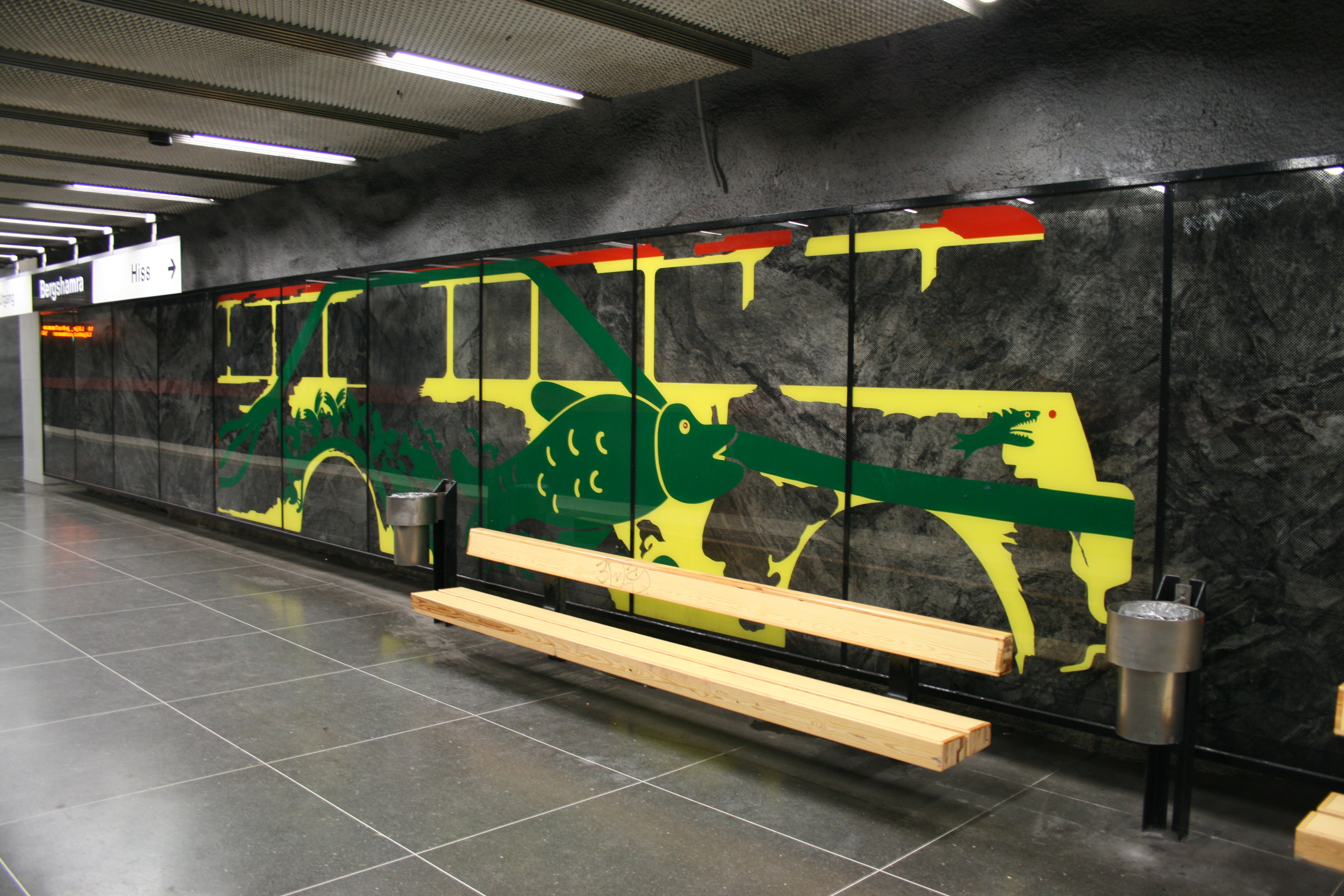
Stemmen uit het verleden
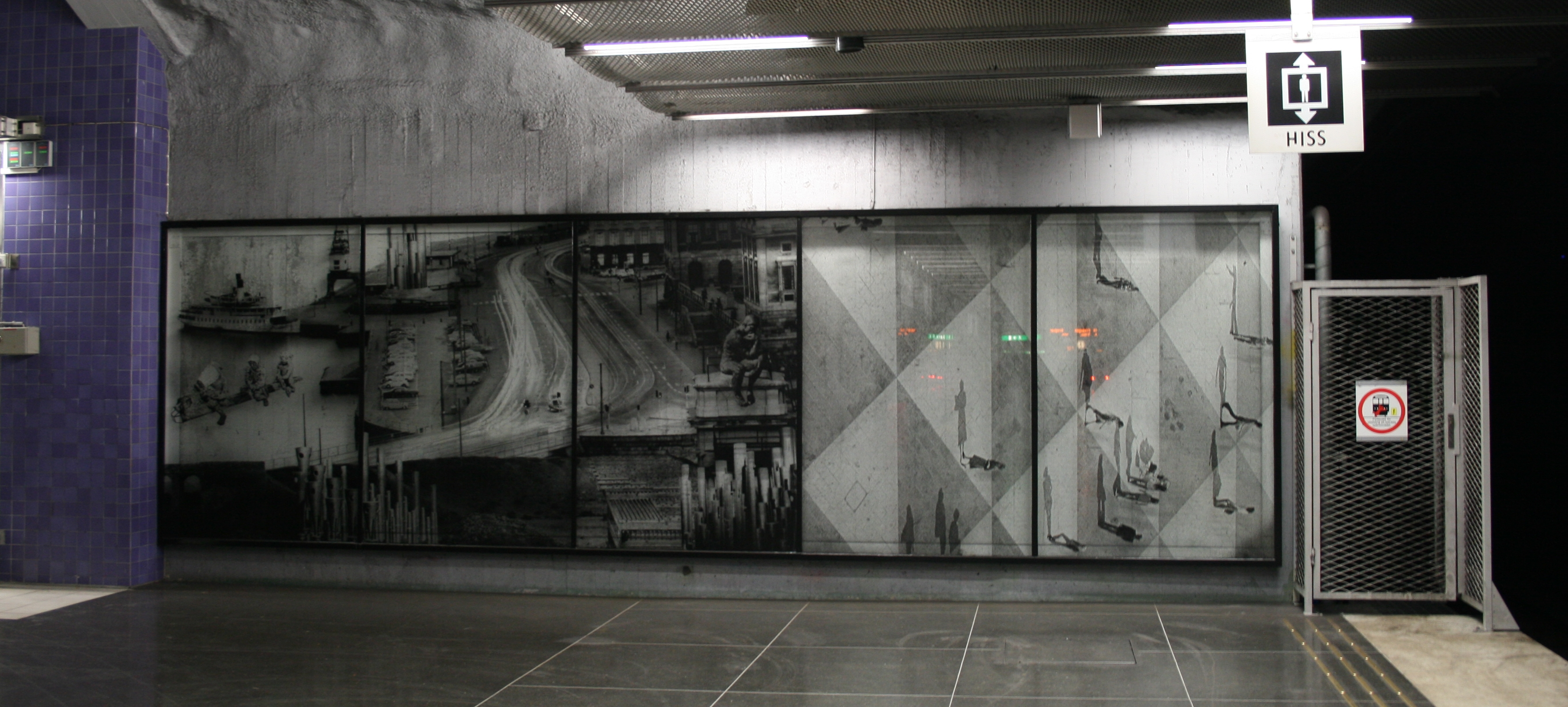
Fotoimpressies
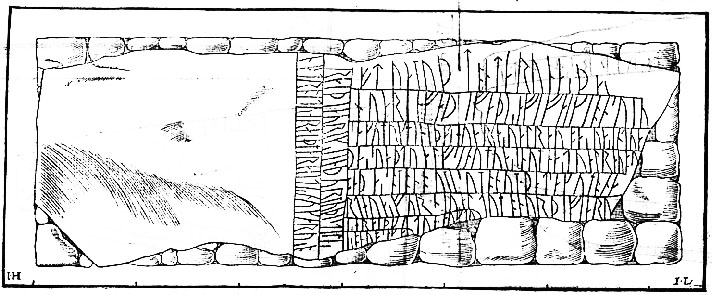
De runensteen

Fruängen·
Västertorp·
Hägerstensåsen·
Telefonplan ·
Midsommarkransen ·
Liljeholmen ·
Hornstull ·
Zinkensdamm ·
Mariatorget ·
Slussen ·
Gamla Stan ·
T-Centralen ·
Östermalmstorg ·
Stadion ·
Tekniska högskolan ·
Universitetet ·
Bergshamra ·
Danderyds sjukhus ·
Mörby centrum